# サウンド・オブ・ミュージック (映画)
『サウンド・オブ・ミュージック』（英: The Sound of Music、「音楽の調べ」の意）は、1965年に公開されたロバート・ワイズ監督、ジュリー・アンドリュース主演のミュージカル映画。20世紀フォックス配給。

## 概要
ドイツによるアンシュルスを逃れてオーストリアからアメリカ合衆国に亡命したゲオルク・フォン・トラップ大佐は、家族で合唱団を作り、アメリカで興行して成功を収めた（トラップ一家）。ゲオルクの妻マリア・フォン・トラップは、1949年に自叙伝『トラップ・ファミリー合唱団物語』を著し、ベストセラーとなった。この原作をリチャード・ロジャースとオスカー・ハマースタイン二世の名コンビが1959年11月にブロードウェイでミュージカルとして初演し、大当たりとなった。
この映画はそのミュージカル版『サウンド・オブ・ミュージック』を原作とするミュージカル映画で1965年に世界的に大ヒットし、1966年には『風と共に去りぬ』が1940年に記録した歴代興行収入世界記録を更新した。
この映画は第38回アカデミー賞で作品賞、監督賞（ロバート・ワイズ）、編集賞（ウィリアム・H・レイノルズ）、編曲賞（アーウィン・コスタル）、録音賞（ジェームズ・P・コーコランとフレッド・ハインズ）の5部門を獲得し、リチャード・ロジャースとオスカー・ハマースタイン二世のコンビによる最後の作品でもあった。
スティーヴン・ジェイ・シュナイダーの『死ぬまでに観たい映画1001本』に掲載されている。

## ストーリー
オーストリアのザルツブルクにて、映画の冒頭にマリアが山々に囲まれた緑の大地の上で歌い踊る《歌：サウンド・オブ・ミュージック》。出演者などの字幕の最後に「オーストリア 1930年代 最後の黄金の日々」と表示される。
マリアは修道女見習いだったが、修道院の規律から常にはみ出すそのお転婆ぶりで周囲の修道女にからかわれていた《歌：マリア》。みかねた修道院長から、ある日マリアはトラップ大佐の子供たちの家庭教師をするように勧められ、トラップ邸へ向かうことになる《歌：自信を持って》。
ゲオルク・フォン・トラップ大佐（ゲオルク）は旧オーストリア＝ハンガリー帝国海軍の退役軍人で数年前に妻を亡くして以来、子供たちの家庭教師がどれも長続きせず困っていた。ゲオルクは7人の子供たちを軍隊のように厳しくしつけているが、子供たちはいたって快活。早速カエルをマリアのポケットに忍ばせて悪戯をする。
夕食時、子供たちの悪戯で席に置かれた松かさの上に知らずに座ったマリアは悲鳴をあげるが、父ゲオルクには「持病のリウマチの発作で」とごまかし、子供たちに朗らかに「歓迎の意」のお礼を述べる。そこへゲオルクに電報が届き、翌日からウィーンに出かけることになる。長女リーズルは電報配達のロルフと密かな恋仲であり、夕食途中で席を立ちロルフに会いに行く。二人は互いの愛を確かめ合い、甘いひとときを過ごす《歌：もうすぐ17才》。だが、門限を破ってしまい家から締め出されたリーズルは、マリアの部屋の窓からそっと入ってきた。外は雷鳴が音高く轟き、雷を怖がる弟や妹たちも次々にマリアの部屋に集まってきた。おびえる子供たちにマリアは「哀しい時、つらい時は楽しいことを考えましょう」と教える《歌：私のお気に入り》。すっかり打ち解けたマリアと子供たちだったが、就寝時間を守らなかったことでゲオルクにたしなめられる。
マリアは海軍の制服のような子供たちの衣服をかわいそうに思い、不要になった部屋のカーテンで遊び着を作って山に遠足に出かける。子供たちが悪戯や悪さをするのはゲオルクの気を引きたいからだと聞かされたマリアは、歌を歌って気を引いてはどうかと提案するが、母を亡くしてから長く家で音楽を奏でることがなかったために歌の歌い方を知らないと聞いて驚く。そこでマリアは子供たちに歌を基礎の基礎、ドレミの階名から教える《歌：ドレミの歌》。
数日してマリアと子供たちが川遊びをしているところに、ゲオルクが婚約者のエルザと友人マックスを連れて戻る。奇妙な遊び着を着ているのを見てゲオルクは激昂するが、マリアは子供たちに目を向けて欲しい、寂しさに応えてあげて欲しいと必死で訴える。だが、頑迷なゲオルクはマリアの訴えに聞く耳を持とうとしないばかりか、マリアをトラップ家の家庭教師には相応しくないと見なして解雇を言い渡した。失意に暮れるマリアに対し早急に出て行くよう一蹴したゲオルクは早速次の家庭教師を手配することを考えながら家に戻るが、子供たちの合唱する声に吸い寄せられて自らも長い間忘れていた歌を歌う《歌：サウンド・オブ・ミュージック》。自分の教育方針が独りよがりだったことに気が付いたゲオルクは子供たち、そしてマリアに謝罪。解雇を撤回し、引き続き家庭教師としてトラップ邸に留まるよう依頼した。
マリアと子供たちはエルザとマックスを歓迎する会を開く。その歌のすばらしさと人形劇の面白さにゲオルクは大喜びする《歌：ひとりぼっちの羊飼い》。これを見たマックスは子供たちを合唱団として売り込むことを提案するが、ゲオルクは一笑に付す。そこでマリアはゲオルクに「次はあなたの番」とギターを差し出す。ゲオルクは照れて拒むが、子供たちに押し切られる形でギターを受け取り昔を懐かしむかのように情感をこめて《歌：エーデルワイス》を歌い上げる。
数日後、エルザの提案でトラップ邸で舞踏会が開かれた。テラスで子どもたちとワルツに興じるマリアであったが、やがてオーストリアの民族舞踊レントラーの曲に変わると、ゲオルクが現われてマリアと踊りだす。優雅に踊る二人だったが、そこにエルザが登場する。マリアは「これ以上はもう忘れた」と立ち尽くしてしまう。
部屋に戻る子供たちが歌う《歌：さようなら、ごきげんよう》。出席者の中には地元の指導者ツェラーがいた。彼はオーストリア国旗を掲げるゲオルクに対しドイツ国旗に変えるように忠告するが、ゲオルクは逆に彼を批判する。一方マックスはマリアがパーティーの食事に出席するよう提案し、ゲオルクも了承する。着替えのために2階に上がったマリアに、エルザはゲオルクがマリアに気があるのではないかと伝える。エルザはゲオルクとマリアが互いに惹かれあっているのを感じていたが、同時に二人の仲が進むのを危惧していた。ゲオルクの気持ちを本気にするなと言うエルザの言葉に、これ以上トラップ邸にいられないと思ったマリアは置き手紙をしてそっと修道院に戻る。【第1部 終わり】
突然のマリアとの別れを寂しがる子供たちは修道院にマリアを訪ねるが、会えずに戻ることとなる。マリアは部屋に閉じこもったままで、修道院長に懺悔し、罪を犯した自分は一生神に仕えると訴えていた。しかし、逆に院長から神の愛も男女の愛も同じだ、向き合って自分の道を見つけなさいと諭され《歌：すべての山に登れ》、マリアはトラップ邸に戻る。修道院へ行っていたため昼食に遅れた子供たちは父親に叱責され、歌を歌って元気を出そうと歌っていると《歌：私のお気に入り》、重なるようにマリアの歌声が聞こえた。
その晩、バルコニーで結婚を語り合うゲオルクとエルザだが、ゲオルクの目は夜の庭をそぞろ歩くマリアの後ろ姿を追っていた。ゲオルクはすでに自分の心がマリアに向いていることに気づき、エルザに婚約解消を告げる。ゲオルクとマリアは、邸宅の庭で互いの愛を告白し《歌：何かいいこと》、キスを交わす。
二人は教会で子供たちや修道女たちに祝福されて結婚式を挙げ《歌：マリア》、新婚旅行に出かける。しかし、二人が新婚旅行に行っている間にオーストリア併合に伴い進駐してきたドイツ軍がザルツブルクにも駐屯していた。歌唱コンクールが行われる日、練習を終えて出てきたリーズルがロルフを見かけたが、彼はリーズルに対しどこか冷たくなっていた。ロルフはナチ党の親衛隊員になっており、ナチス式敬礼をした上にゲオルクもドイツ軍人としての任務に就くよう忠告する。一方、母国の不穏な雰囲気を察して急いで新婚旅行からこの日戻ったゲオルクの家には今やドイツのみならずオーストリアの国旗となったハーケンクロイツ旗が掲げられており、激昂したゲオルクはその旗を破り捨てる。
マックスは子供たちを合唱団として売り込むことを諦めておらず、ゲオルクが居ない間にコンクールへの出場を決めてしまっていたが、ゲオルクはなおも反対する。その時、リーズルから電報が渡される。有能な軍人であったゲオルクに対するドイツ海軍からの出頭命令であった。愛国者でありドイツのオーストリア併合に反対するゲオルクは、ドイツ軍の命令どおりに出頭する気はなく、永世中立国であるスイスへ一家で亡命することを決意する。
その晩、トラップ一家が亡命するために屋敷を出ると、今やドイツ第三帝国の官吏となったツェラーが待っていた。実はトラップ邸の執事でオーストリア・ナチス党員のフランツが亡命の計画を密告していたのである。ツェラーは出頭命令のもとゲオルクを新たな任務先へ護送しようとするが、ゲオルクはとっさに「歌唱コンクールに出場する」と言い訳をする。ツェラーはコンクールが終わり次第護送するという条件を出して護送の延長を許したが、ゲオルクは反対していたコンクールに子供ばかりか自身まで出場することになってしまった。
親衛隊の厳重な監視の下、ザルツブルクの祝祭劇場で行われたコンクールでは《歌：ドレミの歌》と《歌：エーデルワイス》、そして《歌：さようなら、ごきげんよう》を歌って2 - 3人ずつ舞台から消えていく。審査の結果が3位、2位と発表され、最後に優勝としてトラップ一家が発表される。ところが、トラップ一家は舞台に現れない。表彰式の隙に一家は劇場から逃げ出していたのだ。
一家はマリアのいた修道院に逃げ込むが、修道院長から国境が閉じられたことが伝えられ、ゲオルクは山を越えることを決意する。やがて親衛隊が修道院に到着し、車を入口において修道院内を捜索する。その中にはロルフもおり、一家が墓場に潜んでいることに気付いたロルフは銃を構えるが、リーズルとゲオルクに声をかけられ一瞬躊躇する。同行するよう説得するゲオルクに反発したロルフは大声をあげ上官に通報するが、一家は裏口から車で逃走する。親衛隊も追跡しようと止めていた車で発車しようとしたがエンジンがかからず、トラップ一家を取り逃がしてしまう。直後に修道院長に対し罪を犯したと告白する修道女たちの手には、そのエンジンから外した部品が握られていた。
国境線がすべて閉鎖されているため、トラップ一家は徒歩で山を越えて逃亡先のスイスへと向かう《歌：すべての山に登れ》。【第2部 終わり】

## キャスト
| 役名               | 俳優                                                    | 日本語吹替                                       | 日本語吹替           | 日本語吹替                                                          | 日本語吹替                                            | 日本語吹替                                                        | 日本語吹替                                                        |
| 役名               | 俳優                                                    | NETテレビ版                                      | フジテレビ版         | VHS/DVD版                                                           | テレビ東京版                                          | 製作40周年記念版                                                  | 製作50周年記念版                                                  |
| ------------------ | ------------------------------------------------------- | ------------------------------------------------ | -------------------- | ------------------------------------------------------------------- | ----------------------------------------------------- | ----------------------------------------------------------------- | ----------------------------------------------------------------- |
| マリア             | ジュリー・アンドリュース                                | 武藤礼子                                         | 武藤礼子             | 武藤礼子                                                            | 新妻聖子                                              | 島田歌穂                                                          | 平原綾香                                                          |
| ゲオルク           | クリストファー・プラマー                                | 井上孝雄                                         | 若山弦蔵             | 金内吉男                                                            | 井上和彦                                              | 布施明                                                            | 石丸幹二                                                          |
| エルザ             | エリノア・パーカー                                      | 寺島信子                                         | 藤波京子             | 増山江威子                                                          | 戸田恵子                                              | 増子倭文江                                                        | 増子倭文江                                                        |
| マックス           | リチャード・ヘイドン                                    | 中村正                                           | 真木恭介             | 永井一郎                                                            | チョー                                                | 坂部文昭                                                          | 坂部文昭                                                          |
| 修道院長           | ペギー・ウッド                                          | 加藤道子                                         | 中西妙子             | 京田尚子                                                            | 藤波京子                                              | 伊集加代                                                          | 伊集加代                                                          |
| リーズル           | シャーミアン・カー                                      | 横沢啓子                                         | 横沢啓子             | 玉川紗己子                                                          | 藤村歩                                                | 華原朋美                                                          | 日笠陽子                                                          |
| フリードリッヒ     | ニコラス・ハモンド                                      | 永久勲雄                                         | 永久勲雄             | 松田辰也                                                            | 代永翼                                                | 大沼遼平                                                          | 大沼遼平                                                          |
| ルイーザ           | ヘザー・メンジース                                      | 瀬戸薫                                           | 玉川紗己子           | 冨永みーな                                                          | 須藤祐実                                              | 仲原舞                                                            | 仲原舞                                                            |
| クルト             | デュアン・チェイス                                      | 岡村勝                                           | 松田辰也             | 中沢佳二                                                            | 小林翼                                                | 戸野塚祐亮                                                        | 戸野塚祐亮                                                        |
| ブリギッタ         | アンジェラ・カートライト                                | 田中美紀                                         | 市原由美子           | 渕崎ゆり子                                                          | 宇山玲加                                              | 石川愛梨                                                          | 石川愛梨                                                          |
| マルタ             | デビー・ターナー                                        | 冨永みーな                                       | 冨永みーな           | 土方結香                                                            | 諸星すみれ                                            | 黒葛原未有                                                        | 黒葛原未有                                                        |
| グレーテル         | キム・カラス                                            | 市原由美子                                       | 三好由里子           | 建田百合子                                                          | 松本春姫                                              | 山内初音                                                          | 山内初音                                                          |
| ロルフ             | ダニエル・トゥルーヒット                                | 石丸博也                                         | 水島裕               | 田中秀幸                                                            | 日野聡                                                | 岸祐二                                                            | 岸祐二                                                            |
| ツェラー           | ベン・ライト                                            | 島宇志夫                                         | 島宇志夫             | 大木民夫                                                            | 小川真司                                              | 稲垣隆史                                                          | 稲垣隆史                                                          |
| シュミット夫人     | ノーマ・ヴァーデン                                      | 京田尚子                                         | 沼波輝枝             | 島美弥子                                                            | 火野カチコ                                            | 山本与志恵                                                        | 山本与志恵                                                        |
| 執事フランツ       | ギル・スチュアート                                      | 上田敏也                                         | 上田敏也             | 仲木隆司                                                            | 浦山迅                                                | 小島敏彦                                                          | 小島敏彦                                                          |
| マルガリータ       | アンナ・リー                                            | 市川千恵子                                       | 市川千恵子           | 荘司美代子                                                          | 小宮和枝                                              | 滝沢ロコ                                                          | 滝沢ロコ                                                          |
| ベルテ             | ポーティア・ネルソン                                    | 京田尚子                                         | 沼波輝枝             |                                                                     | 宮寺智子                                              | 一城みゆ希                                                        | 一城みゆ希                                                        |
| カタリナ           | エイダ・ベス・リー                                      | 菅谷政子                                         | 渡辺知子             |                                                                     | 定岡小百合                                            | 華村りこ                                                          | 華村りこ                                                          |
| アガタ             | ドリーン・トライデン                                    | 藤夏子                                           | 藤夏子               |                                                                     |                                                       | 折笠愛                                                            | 折笠愛                                                            |
| ソフィア           | マーニ・ニクソン                                        | 富田千代美                                       | 富田千代美           |                                                                     |                                                       | 小林優子                                                          | 小林優子                                                          |
| バーニス           | エヴァドニ・ベイカー                                    | 横沢啓子                                         | 浅井淑子             | 菅谷政子                                                            |                                                       | 沢城みゆき                                                        | 沢城みゆき                                                        |
| ウルスラ           |                                                         |                                                  |                      |                                                                     |                                                       | 野田貴子                                                          | 野田貴子                                                          |
| 男爵夫人           |                                                         |                                                  |                      |                                                                     |                                                       | 二宮弘子                                                          | 二宮弘子                                                          |
| 男爵               | ケンドリックス・ハクザム                                | 矢田稔                                           | 国坂伸               | 仲木隆司                                                            |                                                       | 関口篤                                                            | 関口篤                                                            |
| 中尉               | アラン・キャロウ                                        | 上田敏也                                         | 長堀芳夫             | 広瀬正志                                                            |                                                       | 樋渡宏嗣                                                          | 樋渡宏嗣                                                          |
| その他声の出演     |                                                         | 原浩                                             | 徳丸完               | 小林由利 有馬瑞香 向殿あさみ 好村俊子 龍田直樹                      | 藤本教子 小林美奈 加島知枝 小林通孝 高岡瓶々 中田隼人 |                                                                   |                                                                   |
| 日本語版制作       |                                                         |                                                  |                      |                                                                     |                                                       |                                                                   |                                                                   |
| 演出               |                                                         | 春日正伸                                         | 春日正伸             | 山田悦司                                                            | 木村絵理子                                            | 佐藤敏夫                                                          | 佐藤敏夫                                                          |
| 歌唱シーン演出     |                                                         |                                                  |                      |                                                                     |                                                       | 市之瀬洋一                                                        |                                                                   |
| 翻訳               | 森みさ（ソフト版字幕） チオキ真里（BSプレミアム版字幕） | 森みさ                                           | 森みさ               | 森みさ                                                              | 森みさ                                                | 森みさ                                                            | 森みさ                                                            |
| 訳詞               |                                                         |                                                  |                      | 森みさ                                                              | 森みさ                                                | 「ドレミの歌」: ペギー葉山 歌詞（「ドレミの歌」以外）: もりちよこ | 「ドレミの歌」: ペギー葉山 歌詞（「ドレミの歌」以外）: もりちよこ |
| 選曲               | 赤塚不二夫                                              |                                                  |                      |                                                                     |                                                       |                                                                   |                                                                   |
| 効果               | PAG                                                     | 東洋音響                                         | PAG                  | サウンドボックス                                                    |                                                       |                                                                   |                                                                   |
| 調整               | 山田太平                                                | 山田太平                                         | 荒木勝也             | 田中和成                                                            | 長井利親                                              | 長井利親                                                          |                                                                   |
| 録音               | アートセンター                                          | アートセンター                                   |                      |                                                                     |                                                       |                                                                   |                                                                   |
| 配給               | ビデオフィルム                                          | ビデオフィルム                                   |                      | 東映                                                                |                                                       |                                                                   |                                                                   |
| 担当               |                                                         |                                                  |                      | 山本悌嗣（東北新社）                                                |                                                       |                                                                   |                                                                   |
| プロデューサー     |                                                         | 岡原裕泰                                         |                      | 森原靖 遠藤幸子 五十嵐智之 渡邊一仁                                 |                                                       |                                                                   |                                                                   |
| 解説               | 淀川長治                                                | 高島忠夫                                         |                      | 池上彰                                                              |                                                       |                                                                   |                                                                   |
| 製作               | 東北新社                                                | 東北新社                                         | 東北新社             | テレビ東京 東北新社                                                 | ブロードメディア・スタジオ                            | ブロードメディア・スタジオ                                        |                                                                   |
| 初回放送・初回収録 | 1976年10月10日 21:00-23:24 『日曜洋画劇場』             | 1978年11月3日 20:00-22:54 『ゴールデン洋画劇場』 | 1985年 VHS&LD&DVD&BD | 2011年1月4日 18:30-21:54 『池上彰と見る! 20世紀名作シネマ特別企画』 | 2006年 〈ファミリーバージョン〉 DVD&BD                | 2015年5月2日 『サウンド・オブ・ミュージック 製作50周年記念版』    |                                                                   |
| 正味               | 約128分                                                 | 約150分                                          |                      | 本編ノーカット                                                      |                                                       |                                                                   |                                                                   |

- 20世紀フォックス発売の〈ファミリーバージョン〉DVD（ファミリーバージョンは、DVDのみ）/BD（その他のブルーレイにも、吹替の収録がある）には製作40周年記念版とソフト版の2バージョンの吹替が収録されている。
- 2015年5月2日に発売された『サウンド・オブ・ミュージック 製作50周年記念版 ブルーレイ・コレクターズBOX〈5枚組〉〔5,000セット完全数量限定〕とサウンド・オブ・ミュージック 製作50周年記念版』ブルーレイにはテレビ放映版も含めた全て（6バージョン）の吹替が収録されている。
- 製作50周年記念版は製作40周年記念版から主要キャスト3名の吹き替えを置き換えたものである。そのため、その他の吹き替え音声は製作40周年記念版の収録がそのまま使われている。

## 舞台との違い
舞台版と映画版では自己紹介に違いがあり、フリードリッヒは「I'm Friedrich,I'm a boy.（僕はフリードリヒ、男の子だよ）」、クルトは「I'm Kurt,I'm Eleven …almost.（僕はクルト、11歳。…もうすぐね。）」という場合がある。
映画と舞台とでは使われる音楽に若干の違いがある。
- 序曲
舞台は、修道女たちによる前奏曲で開幕するが、映画は、オープニング・クレジットを背景に、ミュージカル・ナンバーを繋いだ序曲が流される。
- ドレミの歌
映画ではマリアが子どもたちを外に連れ出して街中を移動しながら歌うが、舞台ではトラップ家の中で歌う。
- 私のお気に入り
映画では嵐の夜にマリアの部屋で子どもたちと一緒に歌うが、舞台では修道院でマリアと修道院長が歌う。
- ひとりぼっちの山羊飼い
舞台で嵐の夜にマリアの部屋で子どもたちと一緒に歌うのがもともとこの曲であるが、映画ではエルザを歓迎するための子どもたちの人形劇で歌われる[17]。

またリチャード・ロジャースによって、以下の2曲が追加されている。
- 自信を持って（英: I Have Confidence in Me）
トラップ邸を初めてマリアが訪ねて行く道中で歌う。
- なにかいいこと（英: Something Good）
マリアとゲオルクがお互いに恋を告白したときに自分たちの幸せを歌う。

他方、舞台で使用された以下の3曲が映画では外されている。
- 恋の行方は（英: How Can Love Survive）[注 5]
- 誰も止められない（英: No Way to Stop It）
- 普通の夫婦（英: An Ordinary Couple）

## 受賞
- 第38回アカデミー賞

| 受賞           | 人物                                                        |
| -------------- | ----------------------------------------------------------- |
| 作品賞         | ロバート・ワイズ ソウル・チャップリン                       |
| 監督賞         | ロバート・ワイズ                                            |
| 編集賞         | ウィリアム・H・レイノルズ                                   |
| 音楽賞         | アーウィン・コスタル                                        |
| 録音賞         | ジェームズ・P・コーコラン フレッド・ヘインズ                |
| ノミネート     |                                                             |
| 主演女優賞     | ジュリー・アンドリュース                                    |
| 助演女優賞     | ペギー・ウッド                                              |
| 撮影賞         | テッド・マッコード                                          |
| 美術賞         | ボリス・レヴィン ウォルター・M・スコット ルディ・レヴィット |
| 衣装デザイン賞 | ドロシー・ジーキンス                                        |

- 第23回ゴールデングローブ賞（1966年）ミュージカル・コメディ部門 作品賞

## ロケ地
屋内の撮影はロサンゼルスの20世紀フォックススタジオで行われた。屋外はオーストリアのザルツブルクを中心に行われ、中でもオープニングはドイツ南部国境の町マルクトシェレンベルク近郊の丘陵で、またドレミの歌のピクニックシーンはドイツとの国境に近いオーストリアのヴェルフェンで、最後にナチから逃げる山行はドイツ南部国境のオーバーザルツベルク山地で撮影された。

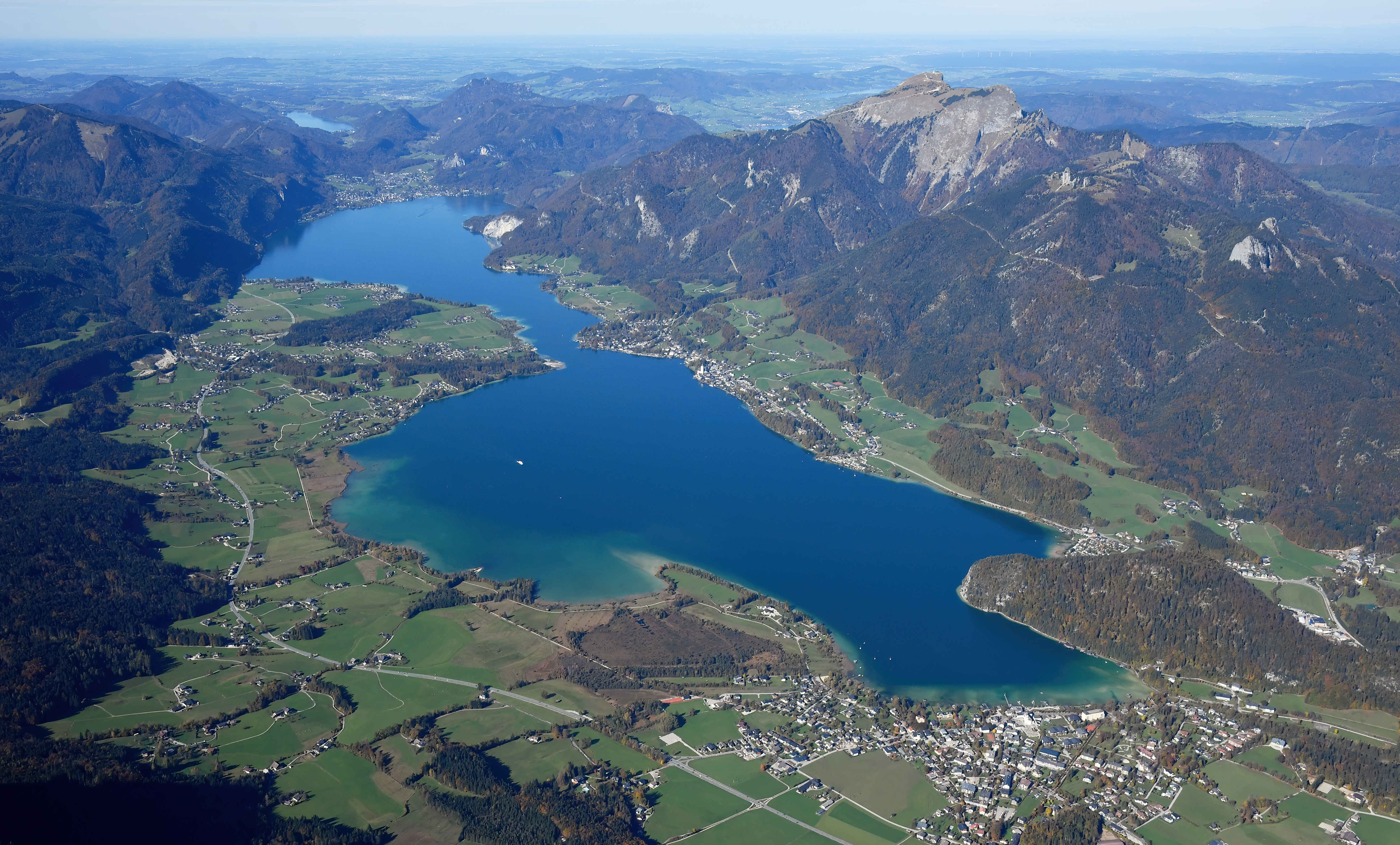
オープニングの空撮で映るヴォルフガング湖。
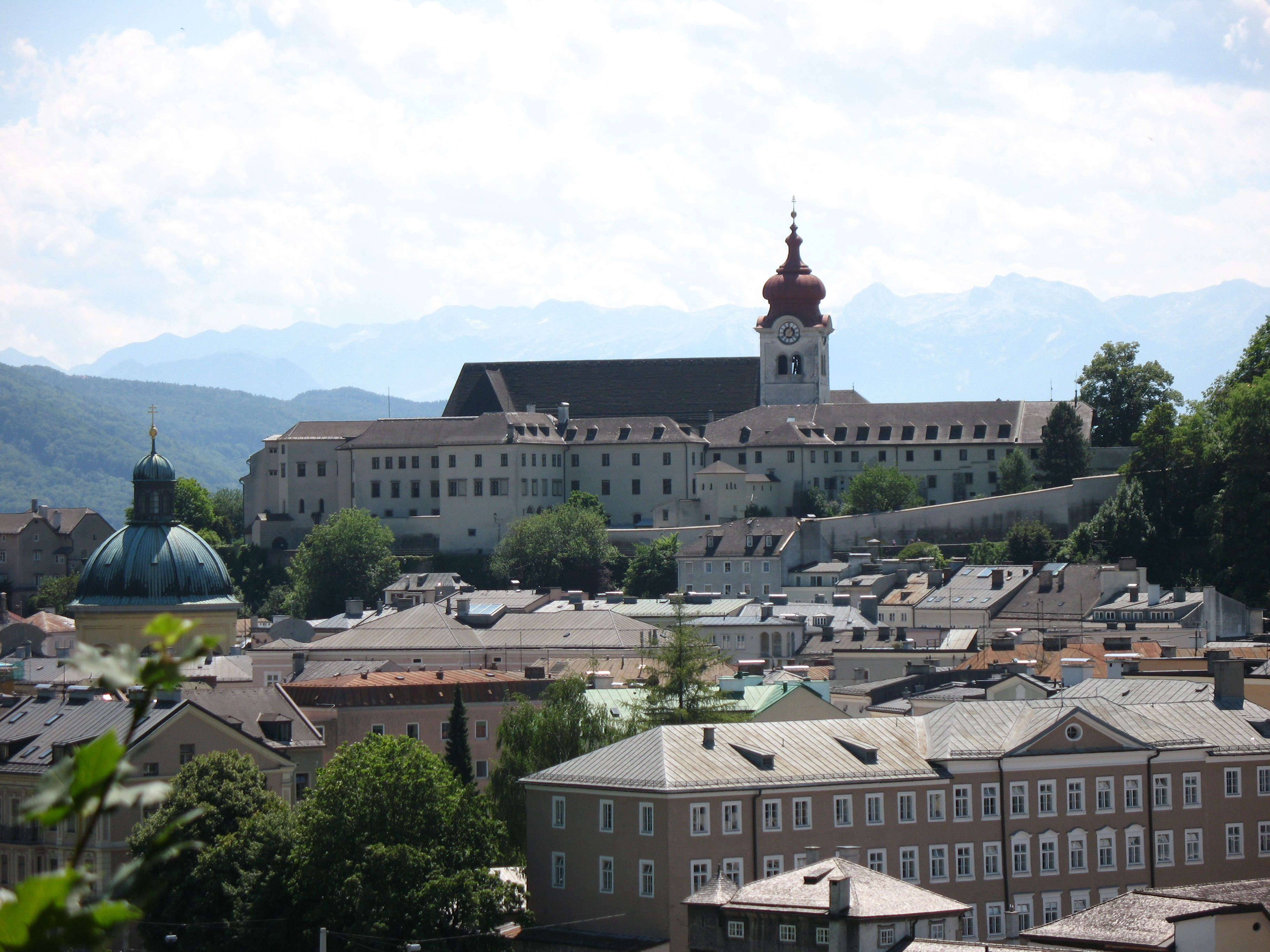
マリアが修行するノンベルク修道院（ドイツ語版）。
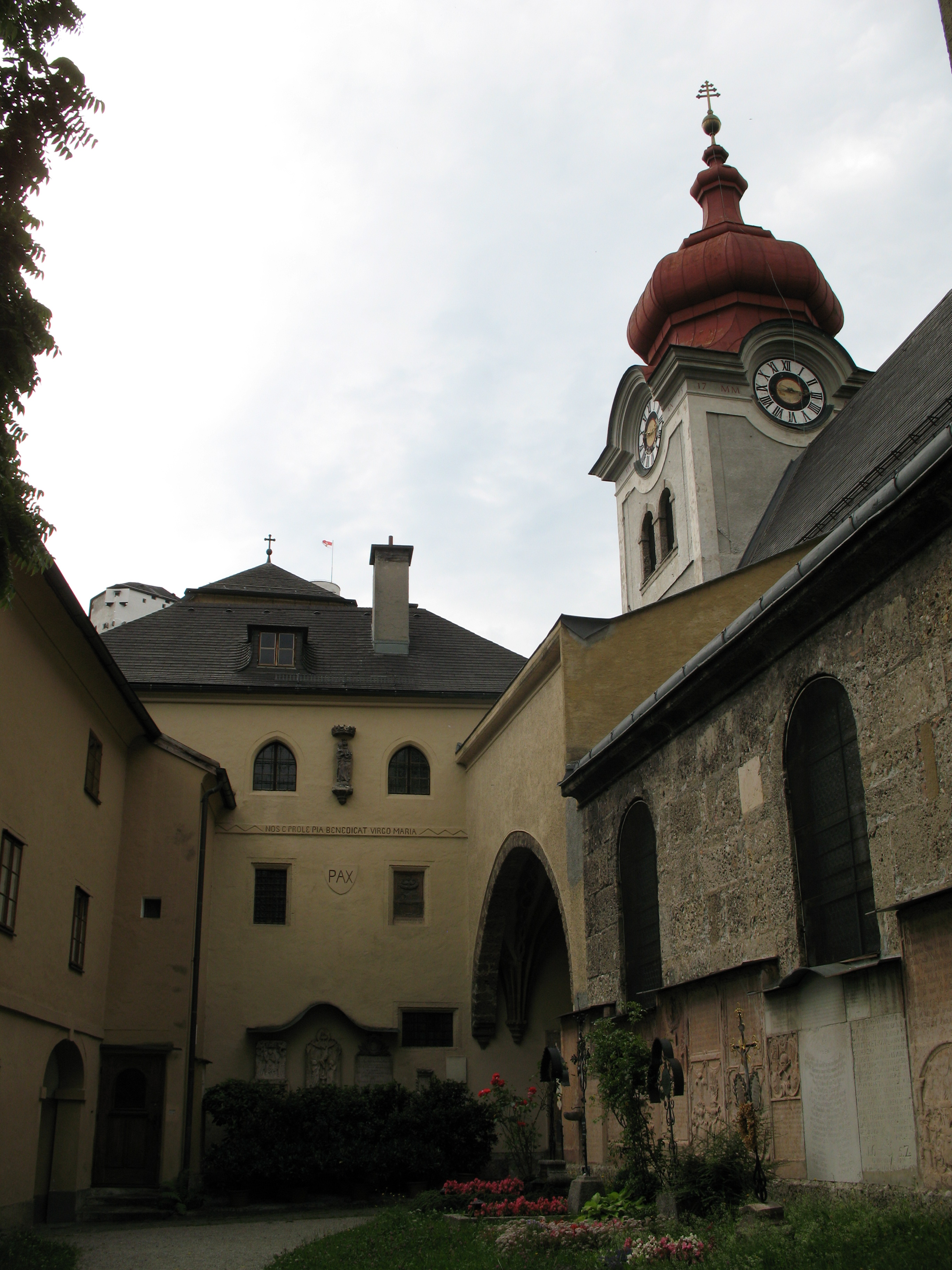
ノンベルク修道院、マリアが奥から手前へと歩いてくる。
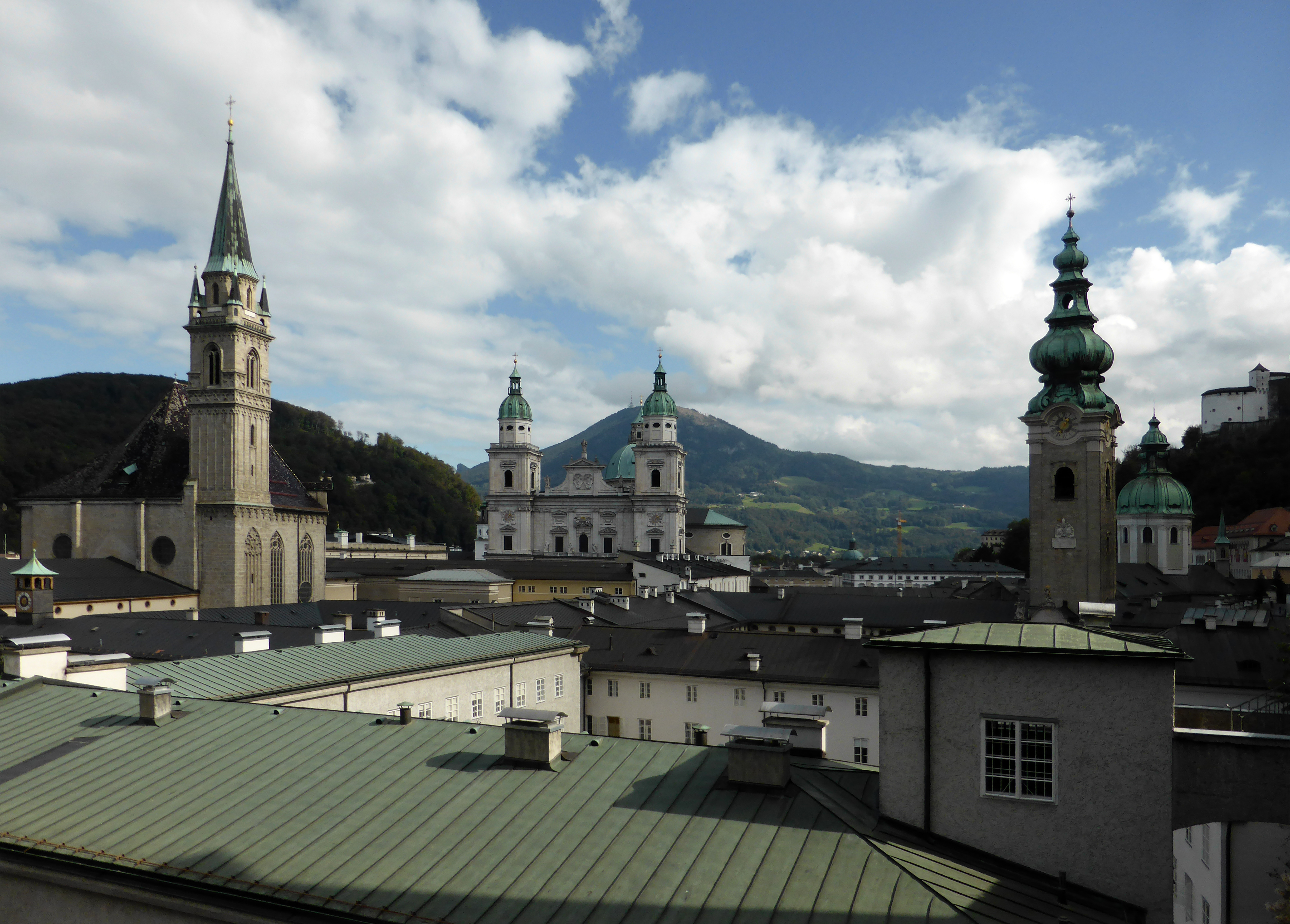
修道院を出て歌うシーンの背景。中央奥がザルツブルク大聖堂（ドイツ語版）。
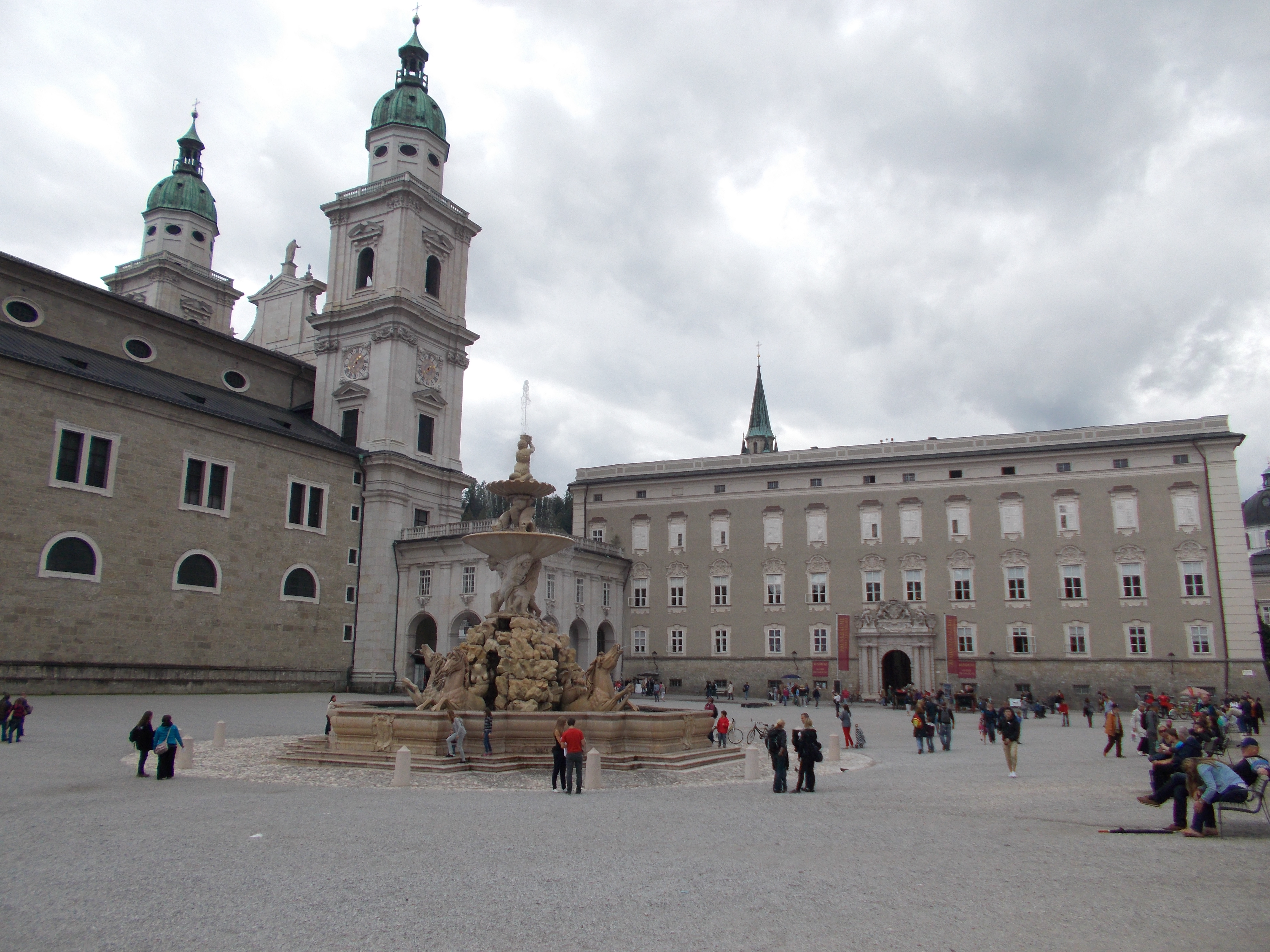
レジデンツ広場（ドイツ語版）。手前の噴水の脇でマリアが歌う。
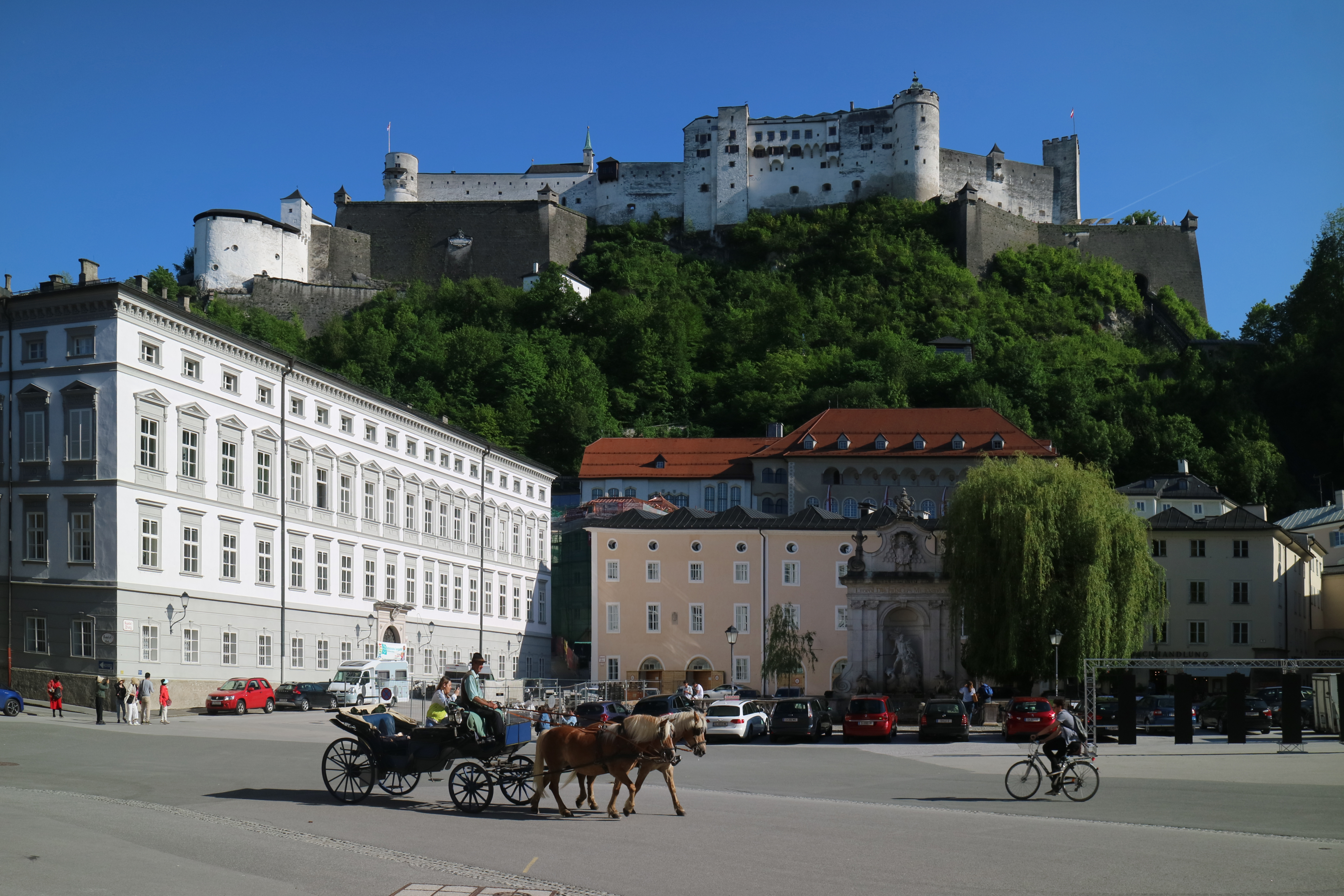
カピテル広場とホーエンザルツブルク城。ここでマリアはバスに乗りトラップ邸へ向かう。
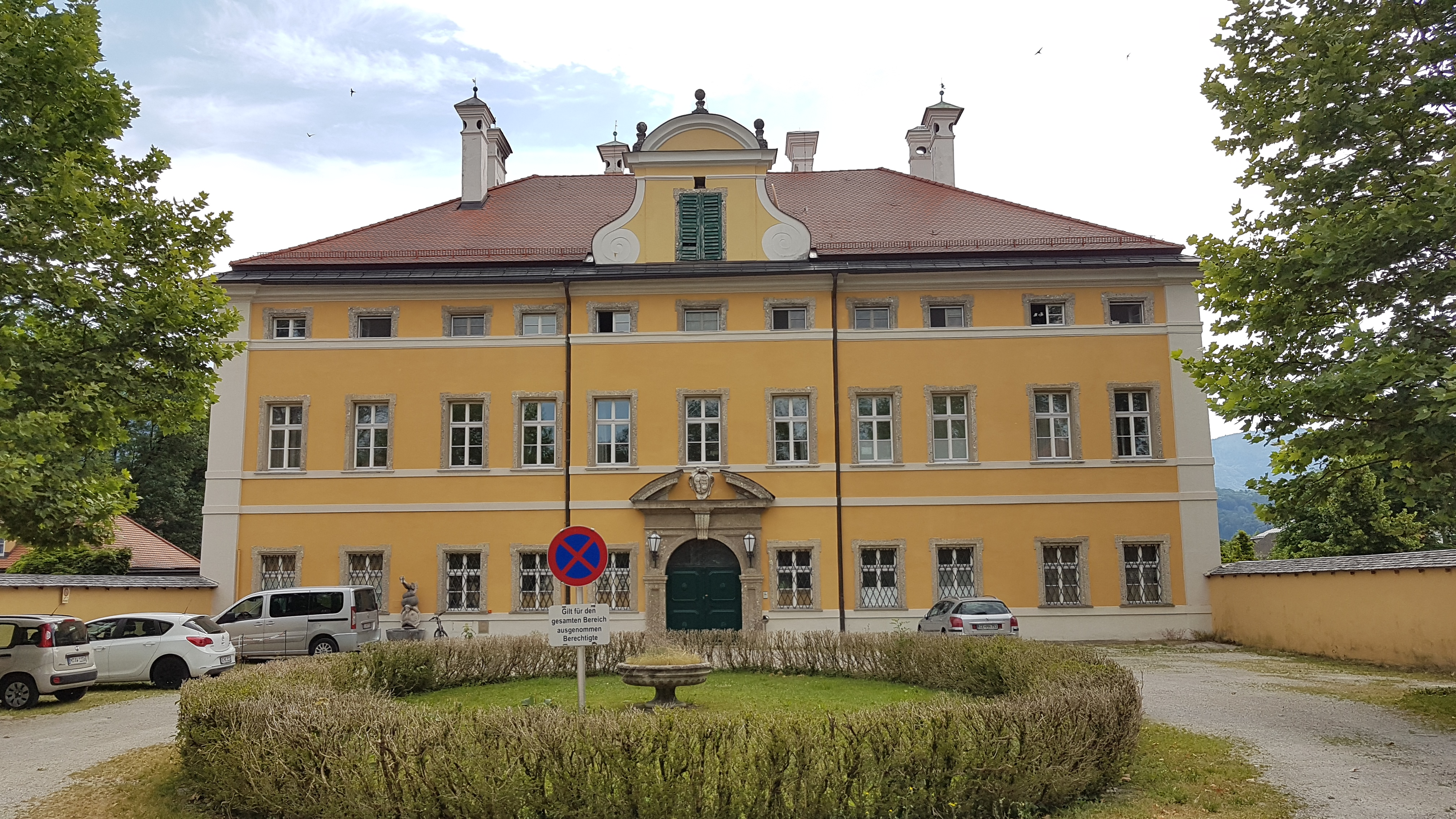
トラップ邸の外観として使われたフローンブルク宮殿（ドイツ語版）。
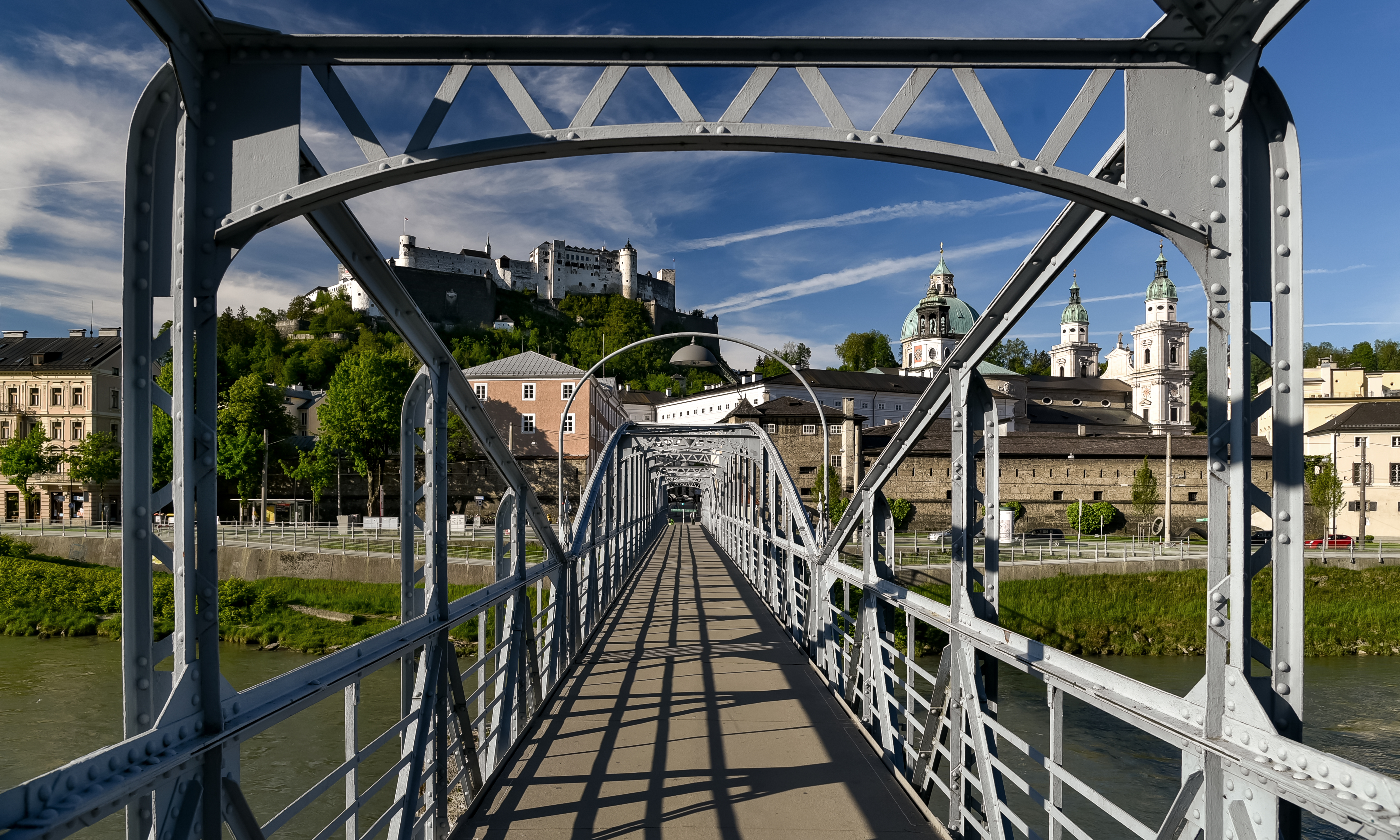
遠足で訪れたモーツァルト小橋 (Mozartsteg)。
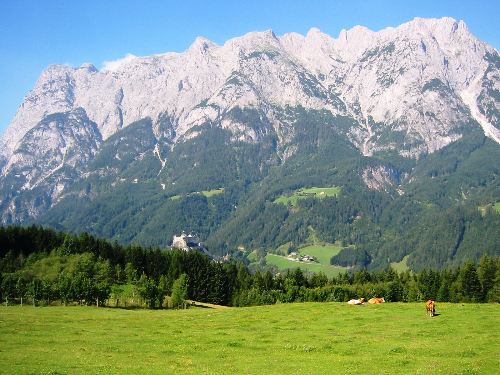
遠足で「ドレミの歌」のシーンの撮影地の至近。後方はTennengebirgeと呼ばれる山脈（ドイツ語版）。
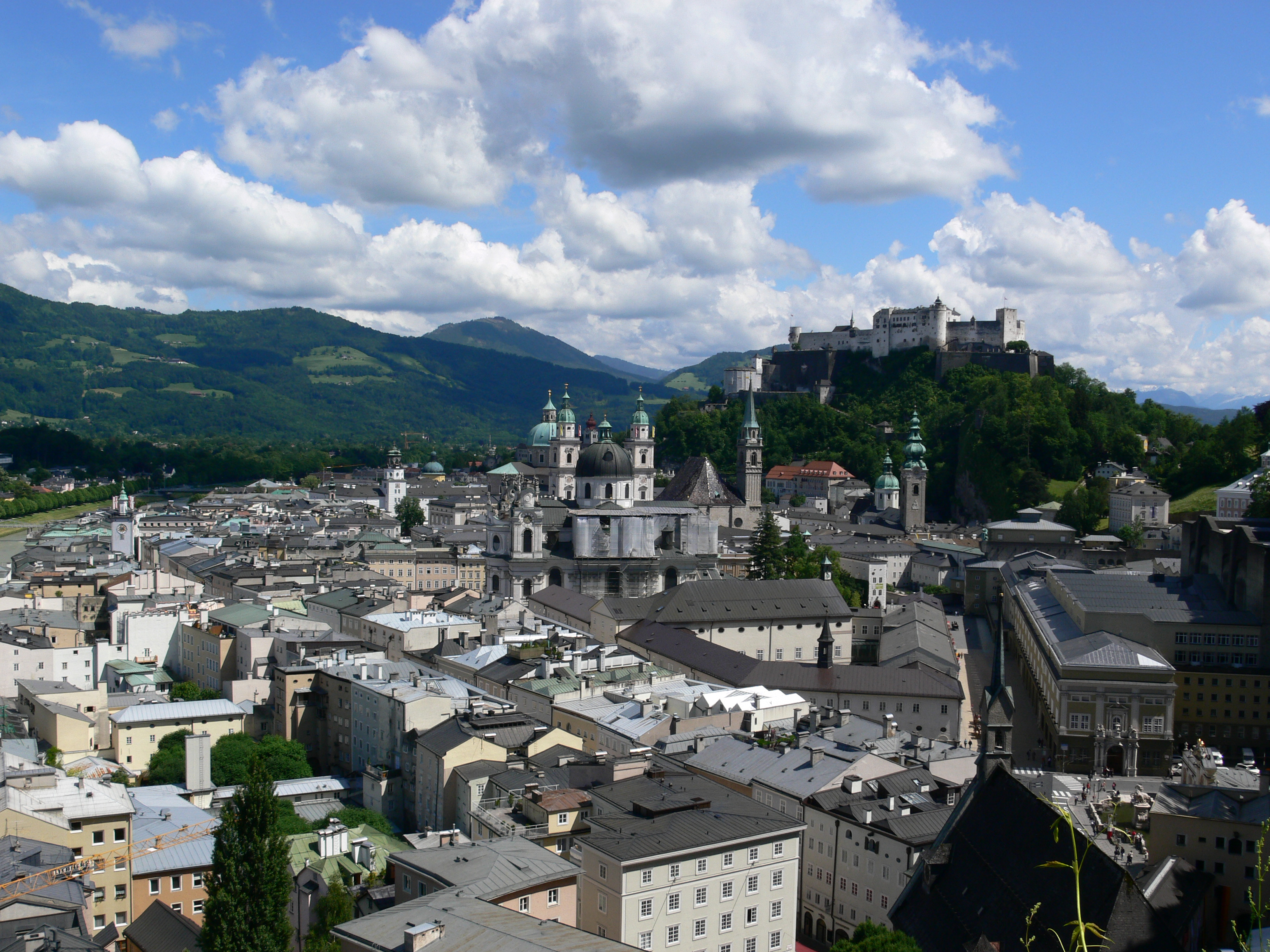
遠足のシーンでこのザルツブルクの街並を背景にして、ここでも「ドレミの歌」を歌う。右後方がホーエンザルツブルク城。
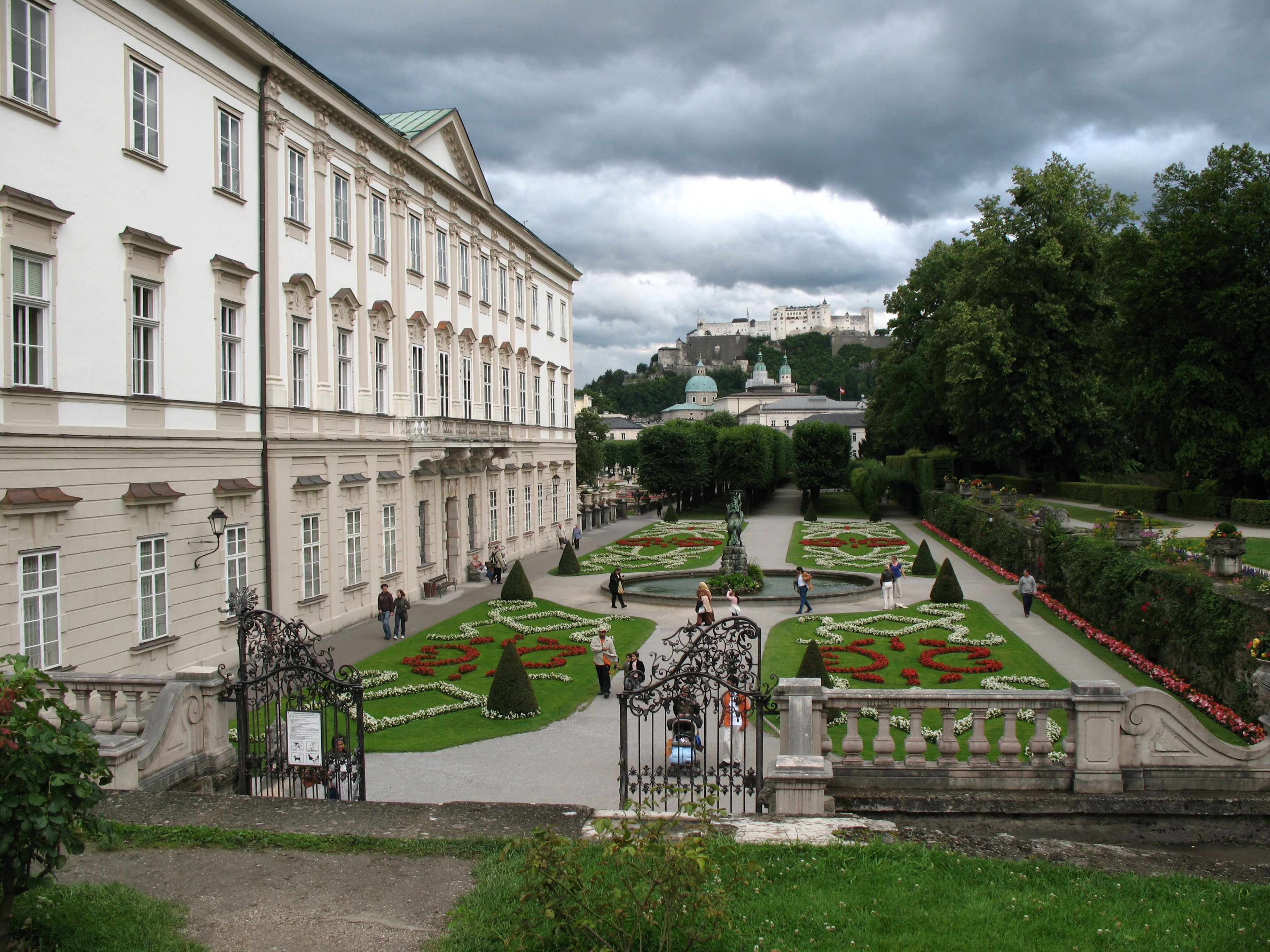
ミラベル宮殿（ドイツ語版）   手前の門のところで「ドレミの歌」を歌い終わる。
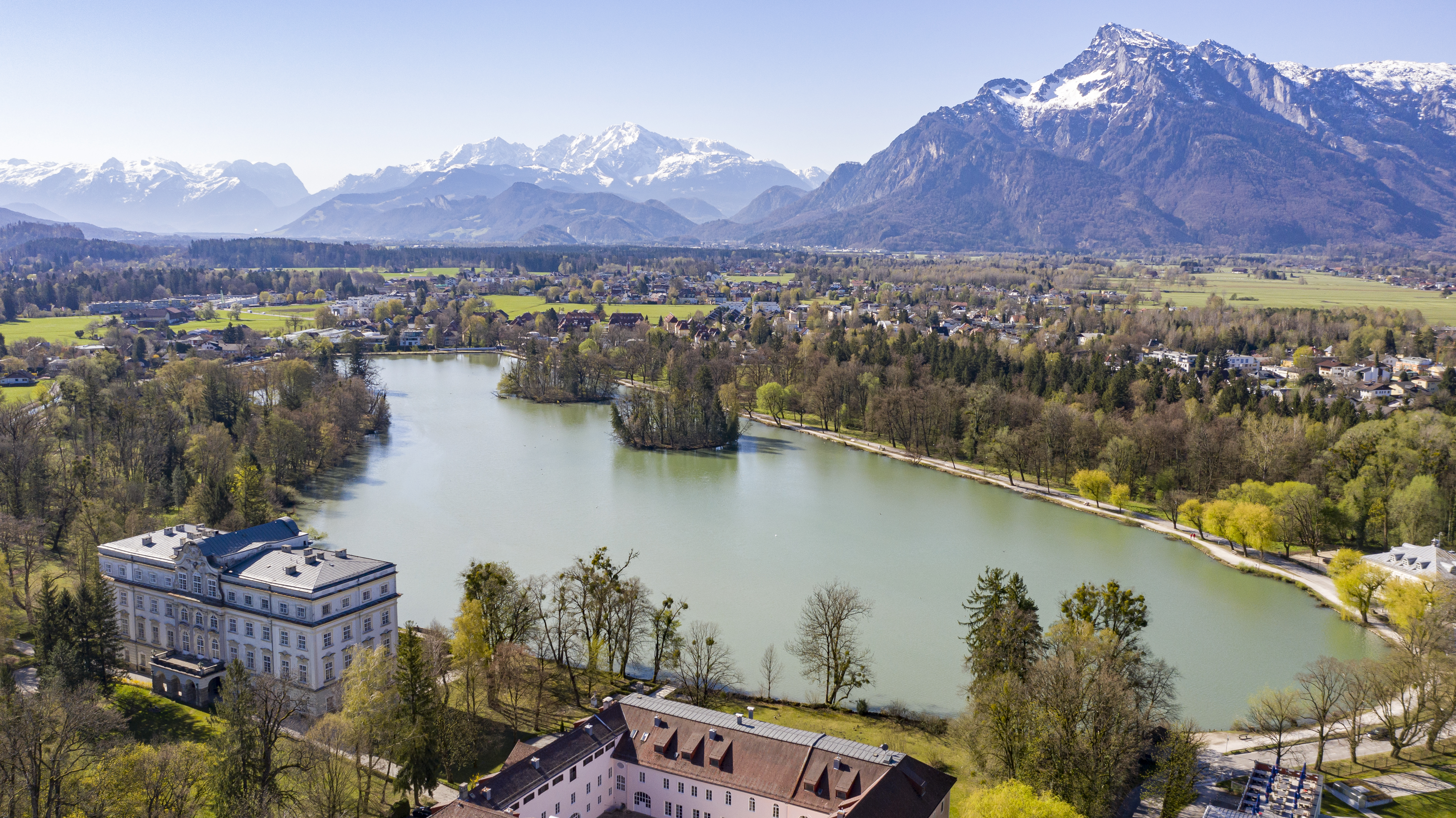
湖畔のシーンが撮影された池（Leopoldskroner Weiher（ドイツ語版））、左下の湖畔にあるレオポルズクロン城で撮影された。
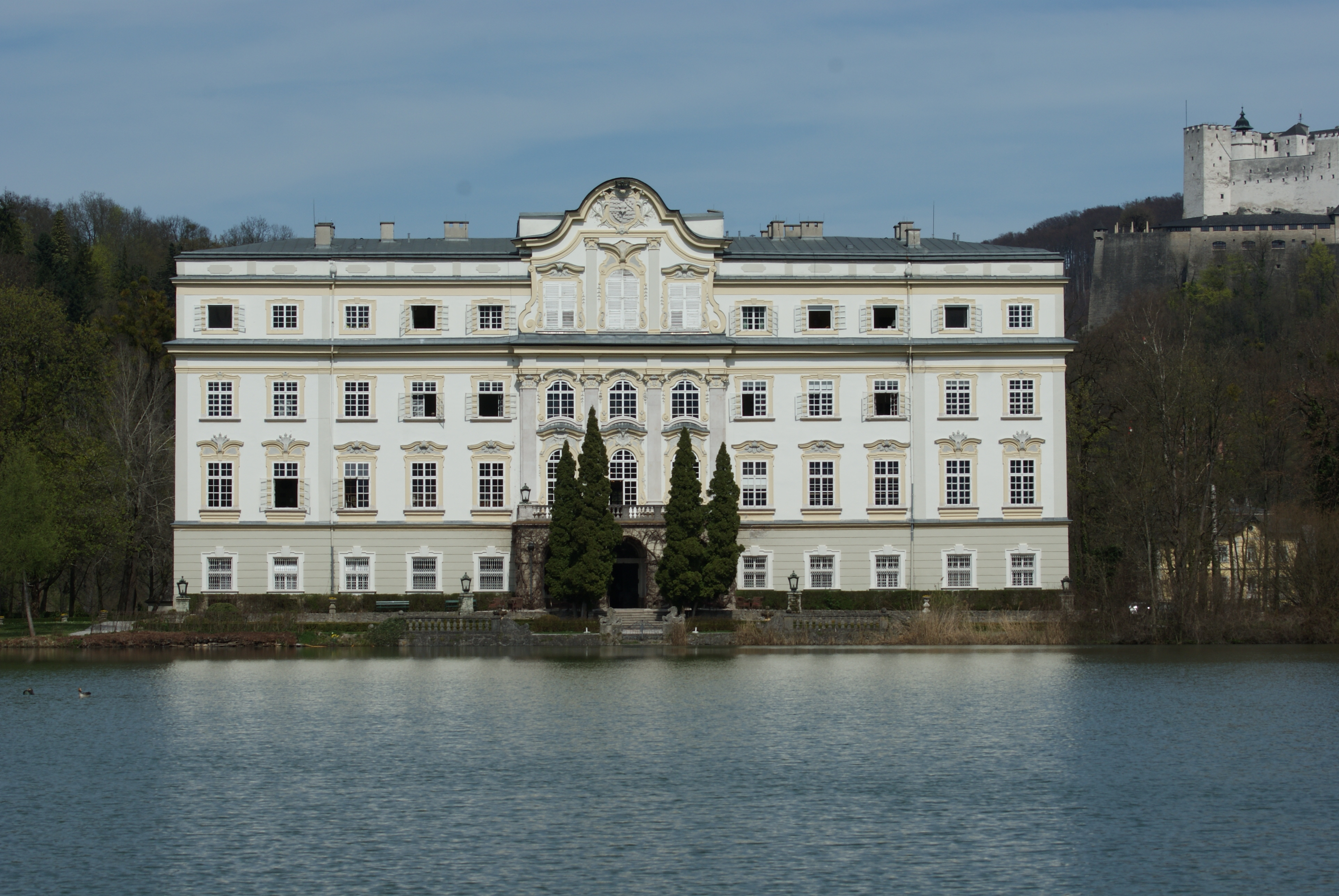
レオポルズクロン宮殿（ドイツ語版）の敷地内で撮影されたが建物の外観は映っていない。2021年時点では高級ホテルとして使われている。
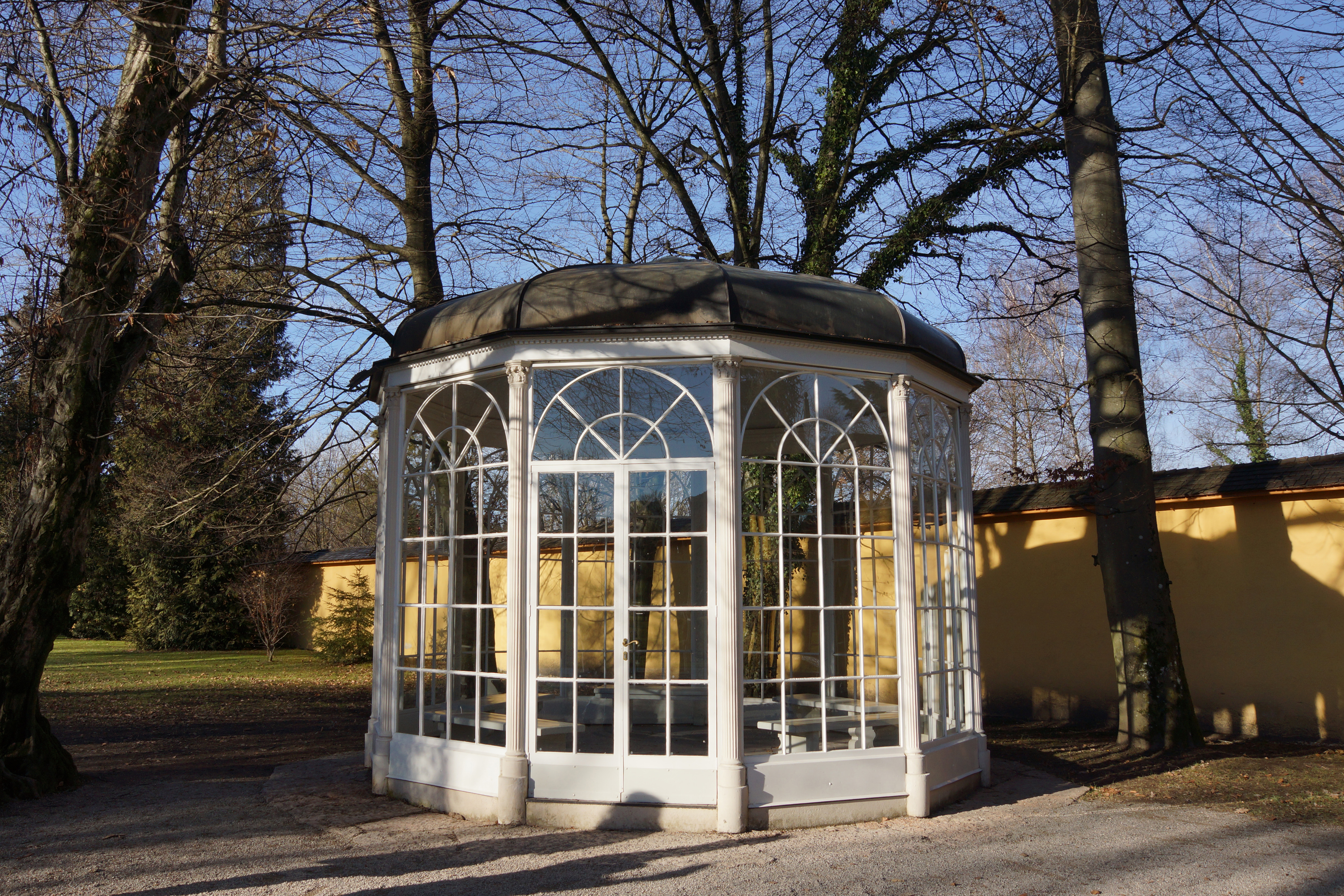
リーズルとロルフが愛を確かめ合うシーンで使われた東屋。レオポルズクロン宮殿に置かれていたものだったが現在はヘルブルン宮殿の一画に移設されている。
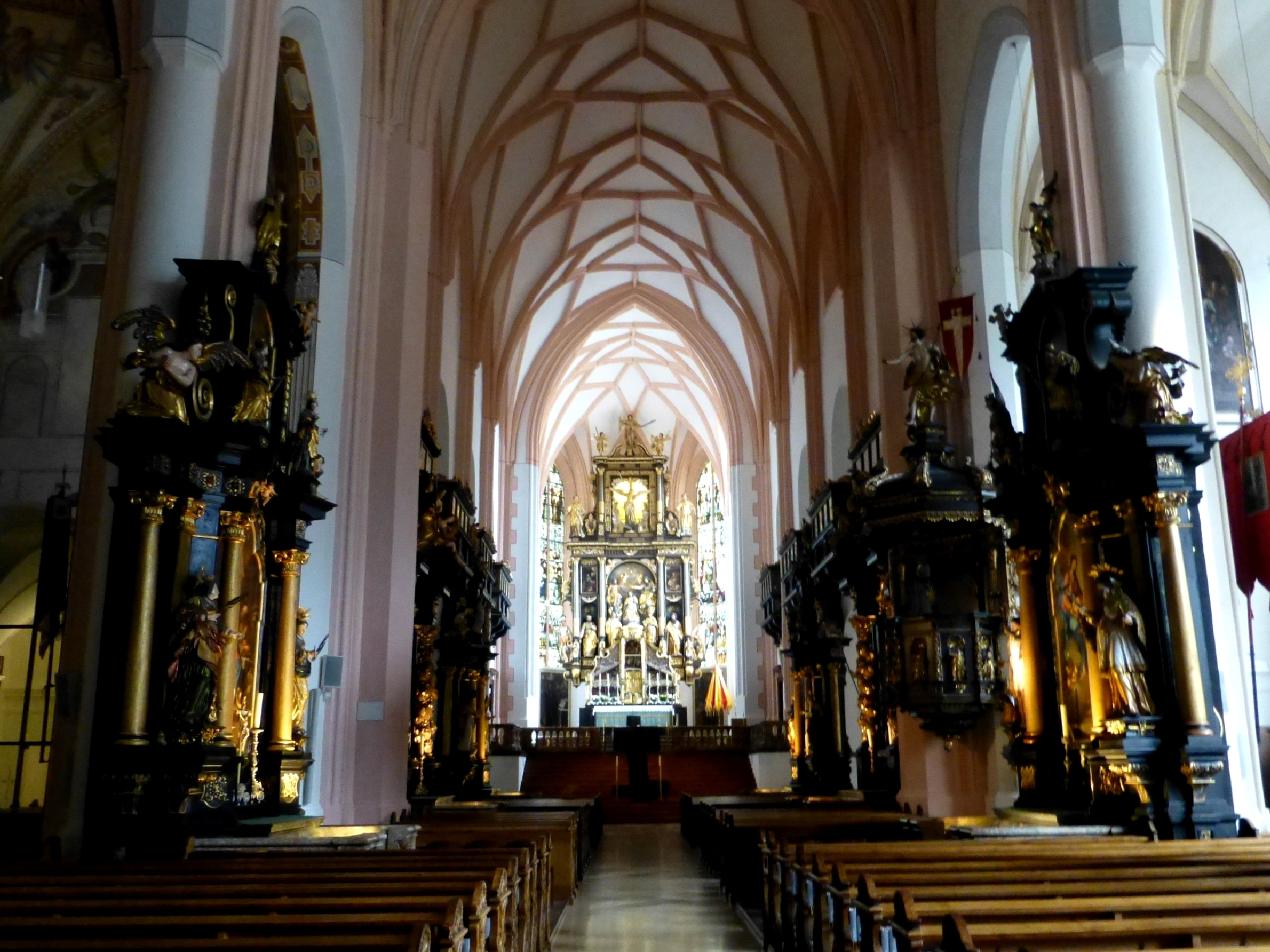
結婚式のシーンで使われたモントゼー教区教会（ドイツ語版）。
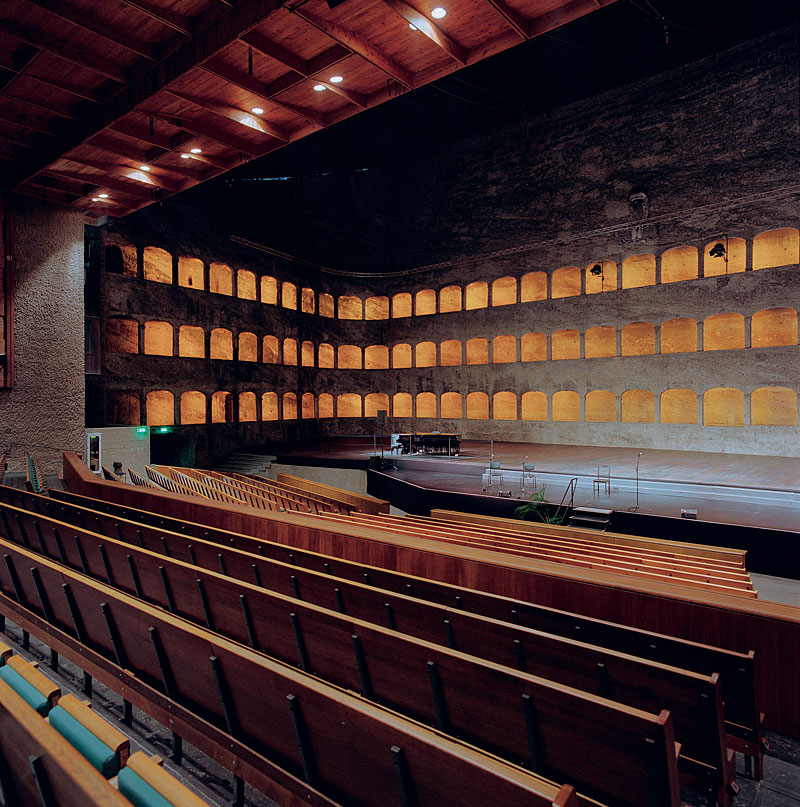
終盤のコンクールのシーンで使われた劇場フェルゼンライトシューレ。
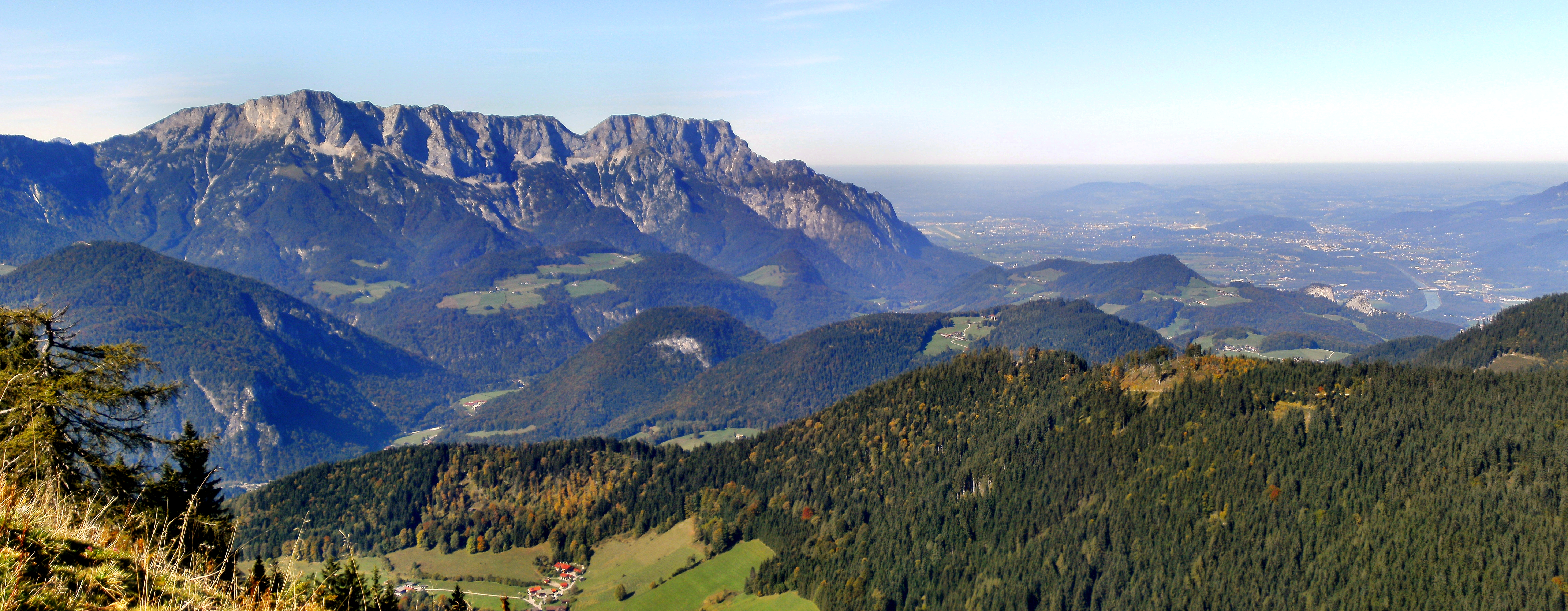
エンディングの背景。後方はウンタースベルグ山（ドイツ語版）、右奥がザルツブルクの街並。

先述の「ドレミの歌」のシーンが撮影された丘は映画を記念して簡素な広場が造られている（北緯47度28分24.2秒 東経13度10分58秒）。

## 史実との相違点

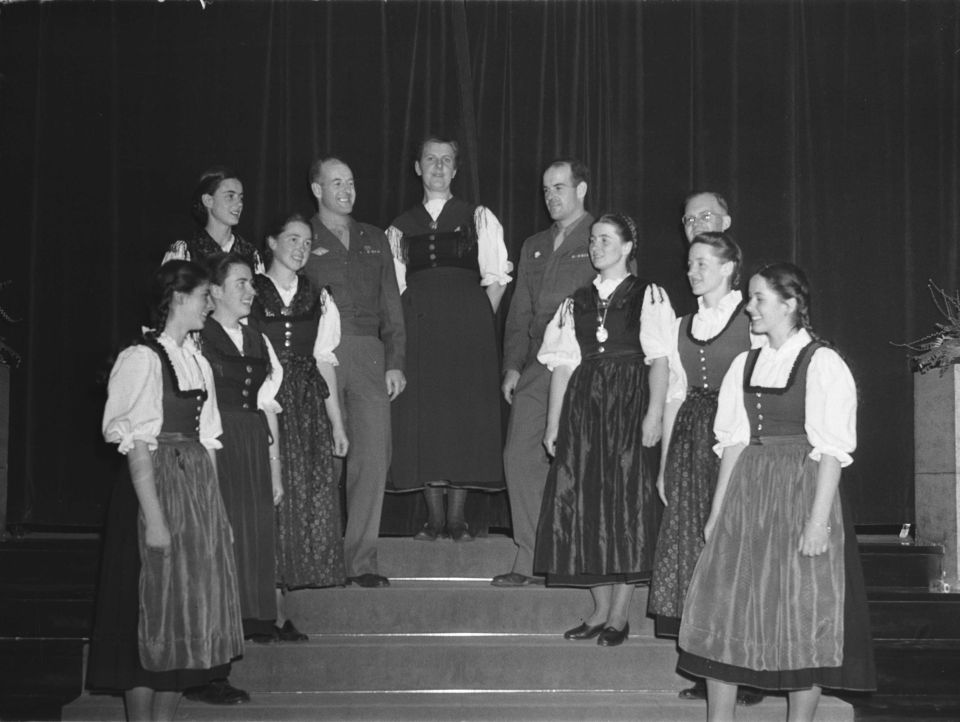
トラップ一家（1946年1月24日）

本作品は、あくまで「『マリアの自伝を基にしたミュージカル』を原作とした映画」であり、元のミュージカルの時点から史実とは異なる点が多々ある。
- 実際にはオーストリアにおいてもドイツによるオーストリア併合を支持する国民が圧倒的に多く、動画サイトなどではこの映画の演出と異なりドイツ国旗を振りながら喜んでドイツ軍やアドルフ・ヒトラーを迎えるオーストリア国民の群衆を見ることが出来る。ドイツ軍進駐後にドイツ政府によって行われた国民投票では97パーセントが賛成したとされる（詳しくはアンシュルスを参照のこと）。『菩提樹』ではオーストリアの民衆が歓声をあげてドイツ軍を迎える様子を伝えるラジオ放送をトラップとマリアが苦々しい表情で聞いている場面がある。
- 映画およびミュージカルではマリアは修道院の紹介で修道女の身分のままトラップ家に家庭教師にやってくるが、史実では家庭教師になった時点で既に修道女を辞め修道院を出ている。その理由も作中と異なり、修道院の暮らしに馴染めずに体調不良に陥ったことで転職を勧められたためである。
- ゲオルクには前妻アガーテとの間に子供が7人いたが、マリアが家庭教師として教えたのは最初は次女（名前は同じマリア）であり、後に長女（母と同じアガーテ）に教えていて、7人全員の家庭教師ではない。
- ゲオルク・フォン・トラップの役名は、1956年と1958年に西ドイツで製作された『菩提樹』や『続・菩提樹』ではバロン・フォン・トラップであり、「トラップ男爵」と訳されている。1965年のこの作品ではキャプテン・フォン・トラップとなっていて、映画の中では「キャプテン」と呼ばれ、マリアも「キャプテン」と呼んでいる。しかし婚約していたエルザは彼を「ゲオルク」〔英語風にゲオルグ〕と呼んでいる[19]。ゲオルクは結婚式のシーンで少佐の制服（オーストリアでは中金線3条）を着用しており、映画製作者側のゲオルクの設定に対する構想の変遷を垣間見ることができる。
- ラスト近くで「トラップ・ファミリー合唱団（シンガーズ）」の名でザルツブルクの音楽祭に出演しているが、この楽団名はアメリカに渡って戦後になってから改名したもので、この当時は「トラップ・ファミリー聖歌隊 (Choir)」と名乗っていた。
- 当時の実際の合唱団にはゲオルク・フォン・トラップの7人の連れ子の他に、マリアが産んだ二人（後にアメリカで3人目が生まれた）の子供も加わっており、ラストの1938年当時は7人の連れ子はすでに大人[注 6]であって、マリアが生んだ二人[注 7]だけが子供であった。これは、実際に二人が結婚したのは1927年で、ラストの出国当時はそれから11年後の話であることによる。そして1956年に西ドイツでマリア・フォン・トラップの手記を基に映画化された映画『菩提樹』で、時代設定を10年ずらして、二人が知り合い結婚してすぐに出国するストーリーにして、子供の顔触れも変えずにしたための矛盾である。『サウンド・オブ・ミュージック』も『菩提樹』の時代設定を踏襲している[20]。
- 音楽好きの家族で合唱団を結成して、音楽のコンクールに出ることになっているが、実際は大恐慌によりゲオルクが資産を預けていた銀行が倒産。無一文となったゲオルクに対して、マリアは神学生に下宿を貸出して金を稼ぎ、その下宿人だった神父フランツ・ヴァスナーが子供たちの音楽指導を行ったのであり、音楽指導を行ったのはマリアではない。『菩提樹』では、教会へのオルガンの寄付を依頼しにトラップ家を訪れたヴァスナー神父が子供たちの歌声を聴いて飛び入りで合唱指導を始める、という設定になっている。
- この映画は全般的に親衛隊と突撃隊とを混同して演出している。なお、突撃隊はナチス内部の権力闘争の結果この映画の舞台となった1938年にはその活動は下火になっている。ラストで追われるトラップ一家を追跡する一隊の制服は、ツェラーの副官は黒色の制服（親衛隊）だがその下の隊員（ロルフら）は褐色の制服（突撃隊）である（ただし、アンシュルスがあった1938年3月に一般親衛隊の制服は黒からフィールドグレーに変わっており、黒服は予備親衛隊員などが着るイレギュラーな存在となっていた。詳細は親衛隊と突撃隊および、制服 (ナチス親衛隊)、制服 (ナチス突撃隊)を参照。）。
- トラップ一家が生まれ故郷オーストリアを離れることを決心したのは、ゲオルクの元に召集令状が届いたためだけでなく、ドイツ海軍の潜水艦艦長に就任するように要請され、また長男ルーペルトがユダヤ人医師を強制収容所送りにした後の病院に勤務することも要請され、さらにヒトラーの誕生日にミュンヘンのラジオ局でトラップ一家が歌えと要請されて、いずれも断ったことで、オーストリアに留まることが危険であると判断したことと、当時ナチス党員であった執事のハンスがオーストリア国境がもうすぐ閉鎖されることを伝えたことが大きい[21]。
- 映画ではコンクールの最中に徒歩で逃げ出してナチス親衛隊の追跡を振り切るが、史実では周囲に全く気づかれないように普段着で家の裏庭を出て、北イタリア行きの列車に乗ってイタリアの南チロルの山に逃げ、国境を越えてフランスへ列車で移動し、そしてイギリスに渡り、サウサンプトンから船でアメリカに向った。映画のようにスイスへの山越えではない。ところでなぜイタリアに行ったのかについては、当時トラップ一家は戦前オーストリア領で戦後イタリア領になったトリエステで市民としてイタリアの市民権を持っていて、まだ独伊同盟が締結される前年で、オーストリア併合に反対したイタリア国内の動きからナチスといえどもイタリア市民権を持つ者を勝手に逮捕することが出来なかったことによる[22]。
- オーストリアを脱出する山越えのシーンは視覚効果のためか、ザルツブルクからスイスの間を結ぶ通常のルートとは全く異なる場所で撮影された。現実のザルツブルクから歩いて山を越えると、そこはドイツ（バイエルン州）のベルヒテスガーデンである。近辺にはアドルフ・ヒトラーの別荘すら存在する。ザルツブルクはドイツとの国境が近く、その半分以上の方角がドイツとの国境である。そしてザルツブルクからスイス国境までの間は相当な距離があり徒歩で移動するには遠すぎる。地元住民の視点においては非常に不自然なラストシーンである[23]。
- 実際のマリア・フォン・トラップも活動的ではあったが、同時に勝ち気な癇癪持ちでもあり、ゲオルクの方がむしろマリアを優しくなだめる一家のまとめ役であり、音楽好きな性格であった。渡米後にトラップ・ファミリー合唱団が解散したのは、ゲオルクの死後マリアだけで子供たちをまとめきれなかったのも一因とされる。
- 伝記がミュージカル化される際、マリアは事実がフィクションとして脚色して描かれること自体には寛容だったが、亡き夫ゲオルクが厳格かつ横暴な人物として描かれるシーンにだけは納得しなかった。

## オーストリア・ドイツ等における否定的な評価
『サウンド・オブ・ミュージック』は、地元のザルツブルクを含むドイツ語圏ではヒットしなかった。それはこの映画が当時のオーストリアの現実とまったく異なるものであることに起因する。そのため、オーストリアではザルツブルクを除いて、21世紀に入るまでこの映画は1度も上映されていない。また、第一次世界大戦当時の敵国であったイタリアなどではトラップ艦長は商船を攻撃した極悪人であり、それがイタリアと第二次世界大戦時に同盟国であったドイツに抵抗する英雄で格好よく描かれているという点で反感を買い、本映画の上映が禁止されている町すらある。
しかし、西ドイツではこの映画の9年前、ミュージカルが作られるより以前の1956年と1958年に同じくトラップ一家の物語を題材とした映画『菩提樹』、『続・菩提樹』が制作されており、ドイツ語圏での『サウンド・オブ・ミュージック』の不評とは対照的に『菩提樹』は「1950年代で最も成功したドイツ映画のひとつ」とも言われている。
本作品では、映画の冒頭に字幕で出てくる「オーストリア 1930年代 最後の黄金の日々」という表現のとおり、ナチスが台頭する以前のオーストリアが自由で民主的な国であり、ゲオルク・フォン・トラップがその自由を守るシンボルとしてナチスと戦うように描かれているが、実際にはそうではなかった。
彼の立場はオーストリア・ファシズムと言われる時代の考え方を支持するものであって、1930年代初めに議会が停止されて社会民主党や労働組合が解散させられ、ナチスも抑え込まれた状況下での当時の首相フォン・シュシュニックを支持していた。そして、古い体制を支持（映画中のパーティ―において彼が燕尾服の首から掛けて佩用している中綬章タイプの勲章は古いファシズムを表すものである）して、結局ナチスとの権力争いに敗れたのであって決して自由と戦う者とは違うものであった。
そのため、戦後中立を標榜したオーストリアにとって、戦前のオーストリアも自由を抑圧した体制であり、やがてナチスに迎合して合邦された苦い歴史を作ったオーストリア・ファシズムを支持するトラップ一家は、単に権力争いに敗れて亡命を余儀なくされただけであり、戦前の体制を擁護する映画であると見られている。
ゆえに、この映画の内容を鵜吞みにして、ナチスに走ったツェラー、ロルフ、フランツを単純な悪役にしていては当時の複雑なオーストリアを理解することは難しい。本作品は日本におけるオーストリアのイメージを最も強く歪めてきたと言われている。
なお、映画で家政婦も執事もナチス党員で監視する悪役のような描写になっているが、西ドイツ製作の『菩提樹』では史実に沿って執事が党員でありながら手引きする場面があり、長女アガーテが半世紀が過ぎた後に回想記で感謝の念を述べている。

## 豆知識
- ジュリー・アンドリュースがトラップ邸を初めて訪れる直前に「自信を持って」を唄いながら街を歩く場面で、原作者のマリア・フォン・トラップ本人がワンシーンだけ通行人として映画に出演している。「フォン・トラップ夫人が姿を見せるのは、ヒロインがドームとレジデンツをつなぐアーチをくぐるショットにおいてである。後ろで民族衣装の女性3人が左から右に歩く。それがトラップ夫人と娘ローズマリー、孫娘バーバラである。」[28]
- エリノア・パーカーが演じたエルザは、役名がBaroness（バロネス（爵位））となっており「男爵夫人」とも訳されて表現されているが、夫人では婚約相手になれないし、先立たれた未亡人かどうかは映画の中では明らかでない（劇団四季の公演では夫に先立たれた夫人という表現がある）。このBaronessの言葉には女男爵という意味もある。ただしこの役はこの作品のための架空の人物であり、正式な役名はエルザ・シュレーダーで、父が子供たちに彼女を紹介する時も、子供たちが父が婚約したことをマリアに伝える時も「バロネス・シュレーダー」と映画の中で呼んでいる。
- 修道女の一人、シスター・ソフィア役はマーニ・ニクソンで、映画『王様と私』におけるデボラ・カー、映画『ウエストサイド物語』におけるナタリー・ウッド、映画『マイ・フェア・レディ』におけるオードリー・ヘプバーン等の歌唱部分の吹き替えをしていた。
- 長女リーズル役のシャーミアン・カーは将来を嘱望されていたが本作の直後に結婚出産したため女優業を引退してしまった。しかしながらこの作品の思い出話などの講演依頼が途切れることはなく、それなりの副収入になっていたと本人は語っていた。
- アメリカでの初公開（1965年3月2日）当時、トラップ大佐役のクリストファー・プラマーは35歳（1929年12月13日生まれ）、マリア役のジュリー・アンドリュースは29歳（1935年10月1日生まれ）。実話ではトラップ少佐（後述のように大佐ではない）はマリアより24歳9か月年上であった（トラップ少佐は1880年4月4日生まれ、マリアは1905年1月26日生まれ）。また、第一子であるリーズル役のシャーミアン・カーは、当時UCLAの学生で22歳（1942年12月27日生まれ）であったが、16歳の長女役を演じた。なお、シャーミアン・カーと末子であるグレーテルを演じたキム・カラス（1958年8月4日生まれ）の年齢順はストーリーの設定・演者の生年月日と一致するが、他の子役については必ずしも一致していない（詳細は英語版の個別記事を参照のこと）。
- トラップ准男爵はかつてオーストリア海軍の潜水艦隊司令官を務めていた。第一次世界大戦中多くの戦果をあげ、その功績によりいくつかの勲章と准男爵の爵位を得ている。ドイツが准男爵を引き込もうとした背景には、こういった戦歴や名声を政治的宣伝に利用する目的もあったと思われる。
- 当時20世紀フォックス社は、巨費と歳月をかけた超大作『クレオパトラ』の失敗で倒産も囁かれていたが、この映画の空前の大成功により経営を立て直すことができた。収入はアメリカだけでも7900万ドル、これは当時の配給収入記録の最高額である。
- 2010年12月、製作45周年記念して、HDニューマスター版：ブルーレイ・コレクターズBOX（数量限定生産）が発売された。なお、HDニューマスター版：ブルーレイ盤はDVD盤同様に、正規レンタルも行われている。
- ミア・ファロー、リチャード・ドレイファス、カート・ラッセルなどがトラップ大佐の子供役でオーディションを受けたが落選している。
- マリア役にグレース・ケリーやドリス・デイなどの名前があがっていたが監督は『メリー・ポピンズ』がまだ公開される前で無名のジュリー・アンドリュースを選んだ。

## 主な録音、出版物など
- サウンド・オブ・ミュージック〜オリジナル・サウンドトラック（レコード/ビクター (VICTOR)・SCP-1163・1276/第1集・第2集）
- サウンド・オブ・ミュージック ド・レ・ミの歌/サウンド・オブ・ミュージック（EP/ビクター・SS-1532）
- サウンド・オブ・ミュージック〜オリジナル・サウンドトラック（LP/ビクター・SHP-5437）
- サウンド・オブ・ミュージック〜オリジナル・サウンドトラック（LP/RCA・SX-227）
- 「サウンド・オブ・ミュージック」 オリジナル・サウンドトラック（40周年記念CD/BVCM-35305/2008年6月）
- サウンド・オブ・ミュージック（45周年記念盤CD/SICP-2979/2010年12月）
- The Sound of Music（LP/CRFCR004031/2021年8月）
- The Sound of Music (Super Deluxe Expanded Edition) ［4CD+Blu-ray Audio］＜限定盤＞（2023年12月）
- 「サウンド・オブ・ミュージック」オリジナル・サウンドトラック（50周年記念盤CD）

その他、アナログレコード、デジタル版、輸入盤など、バリエーション多数。
- サウンド・オブ・ミュージック 製作40周年記念版 ファミリー・バージョン 2枚組（FXBQE-28094）初回限定版・通常版
- サウンド・オブ・ミュージック 製作50周年記念版 ブルーレイ（3枚組、限定盤は5枚組）（BD/ウォルト・ディズニー・ジャパン株式会社・FXXC63716/B00SF0SQ9O）

その他、サブスクリプション配信、ビデオテープ（beta（ベータマックス）・VHS方式）、レーザーディスク（LD）、DVD、BD（字幕・（新）・吹替版（キャスト項目も参照））など。映像特典（未公開映像、未発表映像、写真など（インタビューなど））があるものなど多数。